# Ніколас Поссе
Нікола́с Хосе́ По́ссе (ісп. Nicolás José Posse; (4 лютого 1966 , Буенос-Айрес )) — аргентинський політик і промисловий інженер, голова Кабінету міністрів країни 10 грудня 2023 — 27 травня 2024 рр. за президента Хав'єра Мілея. До приходу в політику Поссе обіймав керівну посаду в Aeropuertos Argentina 2000.
.

## Кар'єра у приватному секторі
Посе навчався в Технологічному інституті Буенос-Айреса, який закінчив 1989 року, і в Кембриджському університеті
.
Поссе почав свою кар'єру в Molinos Río de la Plata, а потім обійняв посаду генерального директора відділу безмитного продажу в Aeropuertos Argentina 2000, підрозділі Американської корпорації Едуардо Ернекяна.
У 2009—2017 рр. Поссе також обіймав посаду керівника управління проєктом «Біокеанічний коридор Аконкагуа» — ініціативи щодо сполучення Атлантичного та Тихого океанів за допомогою високотехнологічного залізничного коридору.
Під час цього проєкту він познайомився з Хав'єром Мілеєм.

## Політична кар'єра
З липня 2023 року, під час президентських виборів, Поссе взяв неоплачувану відпустку, щоб повністю присвятити себе президентській кампанії Хав'єра Мілея, кандидата від «La Libertad Avanza», де він опікувався технічними питаннями. Після перемоги Мілея на виборах його команда координувала перехідний процес і була присутня на першій зустрічі між обраним президентом Мілеєм і президентом Альберто Фернандесом, що звільняв посаду, в Кінта-де-Олівос для обговорення передачі влади.
10 грудня 2023 обійняв посаду голови кабінету міністрів Аргентини.
27 травня 2024 року пішов у відставку, його змінив колишній міністр внутрішніх справ Гільєрмо Франкос.

## Особисте життя
Посе одружений, у нього одна дитина.
Поссе — альпініст, кілька разів піднімався на Аконкагуа і брав участь у марафонах.